# 釜日電影獎
釜日電影獎（：／ Bu'il Yeonghwasang）又稱釜日電影節，為韓國歷史最悠久的電影獎。成立於1958年，1973年舉辦了16屆之後在電視的普及之下被迫停止，2008年中斷35年的釜日電影節重新復活。該電影節由釜山日報社主辦，得到釜山市政府和釜山國際電影節的協助。

## 歷屆獲獎及提名名單

### 2018年
《第27屆釜日電影獎》
- 日期：10月5日

### 2019年
《第28屆釜日電影獎》
- 日期：10月2日

### 2020年
《第29屆釜日電影獎》
- 日期：10月22日

### 2021年
《第30屆釜日電影獎》
- 日期：10月7日

### 2022年
《第31屆釜日電影獎》
- 日期：10月6日

### 2023年
《第32屆釜日電影獎》
- 日期：10月5日

## 历届获奖者
| 歷屆获奖者       | 歷屆获奖者           | 歷屆获奖者                                         | 歷屆获奖者               | 歷屆获奖者               | 歷屆获奖者                               | 歷屆获奖者                     | 歷屆获奖者                               | 歷屆获奖者                                    |
| 年度（届数）     | 最佳电影             | 最佳男主角                                         | 最佳女主角               | 最佳导演                 | 最佳男配角                               | 最佳女配角                     | 最佳男新人                               | 最佳女新人                                    |
| ---------------- | -------------------- | -------------------------------------------------- | ------------------------ | ------------------------ | ---------------------------------------- | ------------------------------ | ---------------------------------------- | --------------------------------------------- |
| 2008年（第17届） | 夜晚和白天           | 金允錫《追击者》                                   | 秀愛《君在遠方》         | 罗弘轸《追击者》         | 金敏俊《愛情》                           | 金海淑《无防备都市》           | 林智圭《銀河解放前線》                   | 空缺                                          |
| 2009年（第18届） | 非常母親             | 河正宇《最熟悉的陌生人 / 親愛的敵人 / 美好的一天》 | 金惠子《非常母親》       | 尹濟均《大浩劫》         | 金吝勸《大浩劫》                         | 金甫娟《不信地獄》             | 蘇志燮《電影就是電影》                   | 瑞雨《胡蘿蔔小姐》                            |
| 2010年（第19届） | 生命之詩             | 鄭在詠《青苔：死亡異域》                           | 文素利《愛情，說來可笑》 | 洪常秀《愛情，說來可笑》 | 劉俊相《愛情，說來可笑》                 | 尹汝貞《下女》                 | 宋清晨《情慾對決》                       | 金賽綸《旅行者》                              |
| 2011年（第20届） | 高地戰               | 柳承範《不當交易》                                 | 鄭裕美《玉熙的電影》     | 金泰勇《晚秋》           | 高昌錫《高地戰》                         | 金麗珍《孩子們》               | 李帝勳《高地戰》                         | 姜素拉《陽光姊妹淘》                          |
| 2012年（第21届） | 銀橋                 | 崔岷植《與犯罪的戰爭：壞家伙的全盛時代》           | 金敏喜《火車》           | 李漢《格鬥少年菀得》     | 趙震雄《與犯罪的戰爭：壞家伙的全盛時代》 | 朴智英《後宮：色慾天下》       | 金成均《與犯罪的戰爭：壞家伙的全盛時代》 | 金高銀《銀橋》                                |
| 2013年（第22届） | 末日列車             | 黃晸玟《新世界》                                   | 韓孝周《監諜任務》       | 柳承完《柏林諜變》       | 柳承龍《雙面君王》                       | 張英南《狼少年：不朽的愛》     | 金俊久《醜小鴨》                         | 鄭恩彩《惠媛》                                |
| 2014年（第23届） | 鳴梁：怒海交鋒       | 宋康昊《正義辯護人》                               | 沈恩敬《回到20歲》       | 洪常秀《我們善熙》       | 郭度沅《正義辯護人》                     | 金姈愛《正義辯護人》           | 李周承《羽毛球》                         | 林智妍《人間中毒》                            |
| 2015年（第24届） | 無賴漢               | 李政宰《暗殺》                                     | 全道嬿《無賴漢》         | 郭暻澤《絕密搜查》       | 李璟榮《少數意見》                       | 文晶熙《失業女王聯盟》         | 卞約漢《社交恐懼症》                     | 李宥英《春天》                                |
| 2016年（第25届） | 辣手警探             | 李炳憲《局內者們》                                 | 孫藝真《追兇倒數15日》   | 李濬益《東柱》           | 金義聖《屍速列車》                       | 樸素丹《黑祭司》               | 太仁鎬《靈島》                           | 金泰梨《下女的誘惑》                          |
| 2017年（第26届） | 我只是個計程車司機   | 宋康昊《我只是個計程車司機》                       | 尹汝貞《神女觀音》       | 金性洙《阿修羅》         | 金希沅《不汗黨：地下秩序》               | 金秀安《軍艦島》               | 具教煥《夢中的簡》                       | 崔嬉序《朴烈》                                |
| 2018年（第27届） | 北風                 | 李聖旻《北風》                                     | 金喜愛《她的故事》       | 李滄東《燃燒烈愛》       | 朱智勛《北風》                           | 金善映《她的故事》             | 金忠吉《Loser's Adventure》              | 金多美《魔女首部曲：誕生》                    |
| 2019年（第28届） | 寄生上流             | 奇周峯《江邊旅館》                                 | 全道嬿《沒有你的生日》   | 金太奎《七罪追緝令》     | 朴明勳《寄生上流》                       | 李姃垠《寄生上流》             | 成侑彬《倖存的孩子》                     | 全汝彬《負罪少女》                            |
| 2020年（第29届） | 蜂鳥                 | 李炳憲《南山的部長們》                             | 鄭裕美《82年生的金智英》 | 鄭址宇《柳烈的音樂專輯》 | 李熙俊《南山的部長們》                   | 李蕊《屍速列車：感染半島》     | 金大健《呼吸》                           | 姜末今《燦實也多福》                          |
| 2021年（第30届） | 逃出摩加迪休         | 劉亞仁《收屍人》                                   | 全鐘瑞《聲命線索》       | 李濬益《茲山魚譜》       | 許峻豪《逃出摩加迪休》                   | 金善映《三姐妹》               | 河俊《宴會日》                           | 李瑜美《大人們都不知道》                      |
| 2022年（第31届） | 分手的決心           | 朴海日《分手的決心》                               | 汤唯《分手的決心》       | 金漢珉《閒山：龍的出現》 | 任時完《非常宣言》                       | 李秀敬《奇蹟：給總統的一封信》 | 李孝濟《好人》                           | 崔成恩《十個月的未來》 라요 (2021년 영화)}}》 |
| 2023年（第32届） | 水泥烏托邦：末日浩劫 | 李炳憲《水泥烏托邦：末日浩劫》                     | 金瑞亨《溫室》           | 丁朱里《陰影下的她》     | 金鐘洙《神鬼海底撈》                     | 高旻示《神鬼海底撈》           | 金宣虎《貴公子》                         | 金施恩《陰影下的她》                          |

1. ↑  . 釜山日報. 2022-08-28 （韩语）.